# Midnight Odyssey
Midnight Odyssey ist eine australische Black-Metal-Band.

## Geschichte
Gegründet wurde die Band im Jahr 2007 von dem Musiker Dis Pater, der zu diesem Zeitpunkt eigenem Bekunden zufolge bereits acht Jahre ausschließlich Black-Metal-Musik spielte. Die ersten beiden Alben erschienen ursprünglich als Demos im Selbstverlag als CD-R, wurden später aber neu aufgelegt – so Firmament (2009) von I, Voidhanger Records (2010) und Amor Fati Productions (2015). Für die Alben drei bis fünf aus den Jahren 2011 bis 2019 sowie für Biolume Part 2: The Golden Orb (2022) war dann direkt das italienische Label I, Voidhanger Records in der Verantwortung.

## Stil
Bei der Wiederveröffentlichung des ersten Demoalbums (2010) schrieb Hysteriis von „monotonem Dark Ambient, schleppendem Black Metal und Doom-Passagen“. Das zweite offizielle Album von 2015 beschrieb Pascal Staub als „Mischung aus Black Metal, Ambient und Post-Rock“.

## Diskografie
- 2007: The Forest Mourners (Demo)
- 2009: Firmament (Demo)
- 2011: Funerals from the Astral Sphere
- 2015: Shards of Silver Fade
- 2019: Biolume Part 1 - In Tartarean Chains
- 2020: Ruins of a Celestial Fire
- 2020: Ashes from a Terrestrial Fall
- 2021: Biolume Part 2: The Golden Orb
- 2022: Echoes of the Thalassic Deep